# Campionato centramericano maschile di pallacanestro 1975
Il 6º Campionato dell'America Centrale e Caraibico Maschile di Pallacanestro FIBA (noto anche come FIBA Centrobasket 1975) si è svolto dal 17 al 28 maggio 1975 a Santo Domingo nella Repubblica Dominicana. Il torneo è stato vinto dalla nazionale messicana.
I FIBA Centrobasket sono una manifestazione contesa dalle squadre nazionali di Messico, Centro America e Caraibi, organizzata dalla CONCENCABA (Confederazione America Centrale e Caraibi), nell'ambito della FIBA Americas.

## Squadre partecipanti
- Bahamas
- Cuba
- El Salvador
- Guyana
- Haiti
- Isole Vergini Americane
- Messico
- Porto Rico
- Rep. Dominicana
- Suriname
- Venezuela

## Classifica finale
| Pos | Squadra | V-P |
| --- | --- | --- |
|     | Messico | 8-1 |
|     | Porto Rico | 9-1 |
|     | Cuba | 6-3 |
| 4   | Rep. DominicanaCabrera, Cotes, Gómez, Leschorn, Monegro, Muñoz, Prats, Prince, Rozón, Sibilio, Tejeda, Tolentino, All. Humberto Rodríguez                        | 7-3 |
| 5   | Isole Vergini Americane | 3-6 |
| 6   | Venezuela | 3-7 |
| 7   | Bahamas | 4-3 |
| 8   | El Salvador | 5-3 |
| 9   | Suriname | 1-6 |
| 10  | GuyanaC. Brusche, M. Brusche, Chalmers, Daniels, Devonish, Mel. Fitzalbert, Mer. Fitzalbert, Gonsalves, C. Hinds, K. Hinds, Joseph, Pickering, All. Eldon Vaughn | 2-6 |
| 11  | Haiti | 0-9 |